# Kostel svatého Petra a Pavla (Kučerov)
Kostel svatého Petra a Pavla v Kučerově, obci v okrese Vyškov v Jihomoravském kraji, je jednolodní barokní kostel z let 1698 až 1741. V roce 1970 byl zapsán do státního seznamu kulturních památek.

## Historie
První písemná zmínka o kučerovském kostele sahá do roku 1235, kdy zde byl kostel patřící doubravickému klášteru. V roce 1725 byl celý přestavěn. V roce 1892 byl dostavbou rozšířen. Poslední celková úprava zejména interiéru proběhla v letech 1924–1925. Tento kostel patří k nejstarším na Moravě.